# Ключ (фильм, 1992)
«Ключ» — российско-французский художественный детективный фильм из проекта «Русские повести», экранизация одноимённого романа Марка Алданова.

## Сюжет
В начале 1917 года известный банкир найден мёртвым в квартире петербургского дома. Расследование обстоятельств его смерти приводит к интересным открытиям, но прерывается Февральской революцией.

## В ролях
- Анатолий Кузнецов — Николай Петрович Яценко, следователь
- Александр Калягин — Семён Сидорович, адвокат
- Анатолий Ромашин — Сергей Васильевич Федосьев, глава политической полиции
- Вениамин Смехов — профессор Александр Михайлович Браун
- Алексей Серебряков — Загрядский, революционер
- Марьяна Полтева — Муся, дочь адвоката
- Евгений Леонов-Гладышев — Василий Фёдорович, помощник следователя
- Елена Финогеева — мадам Фишер
- Светлана Мелихова — Глаша, служанка
- Игорь Добряков — доктор
- Татьяна Захарова — Дарья, горничная
- Наталья Четверикова — жена адвоката
- Семён Фурман — Альфред Исаевич, репортёр
- Александра Фатхи — проститутка
- Леонид Ворон — адъютант Федосьева
- Евгений Барков — Берже, управляющий отелем
- Виктор Сухоруков — сыщик
- Дмитрий Поддубный — Егор, солдат на испытаниях газов
- Сергей Барковский — врач (нет в титрах)

## Премьера
22 января 1993 состоялась премьера картины в Доме кино (Санкт-Петербург).

## Критика
В многотомной «Новейшей истории отечественного кино» отмечено, что в ленте «Ключ» Чухрай использует в качестве реквизита антиквариат, а в качестве декораций — петербургские пейзажи, вместе составляющие своеобразную игровую доску, по которой режиссёром ловко передвигаются фигурки персонажей, сообразно заданной для фильма интонации необременительной, лёгкой болтовни. Первым планом предстаёт криминальная драма в великосветском обществе, в которой задействованы полицейские и жандармы, адвокаты и банкиры, их распутные дочери и пресыщенные жёны. Все остальные события, среди которых наличествуют и политический сыск, и интриги, и химическое оружие и даже Февральская революция, выглядят лишь невнятным фоном, как толпа бузотёров за окном автомобиля. Регистрационные фотографии повешенных оттеняются гораздо более привлекательными порнографическими карточками российского производства. Финал детективной интриги скрывается пиротехнической дымовой завесой, призванной изобразить взрыв, а победителем оказывается ловелас и, по совместительству, провокатор, сыгранный Алексеем Серебряковым.